# Ухвалення рішень в умовах визначеності
Визначеність — це стан знань, коли особа, що ухвалює рішення, заздалегідь знає конкретний результат для кожної альтернативи.

## Теорія
Загальна теорія ухвалення рішень, розроблена з урахуванням математичних методів і формальної логіки, що використовується в економіці та має передумови поширення.
З позиції даної теорії ухвалення рішень щодо суті не що інше, як ВИБІР. Ухвалення рішення — це вибір конкретного варіанту дій з безлічі інших. Кожен варіант вибору визначає певний результат (економічний ефект, прибуток, виграш, корисність, надійність тощо.), припускає кількісну оцінку. Показник значення, що характеризує гранично досяжну ефективність з цим завданням, називається критерієм оптимальності.

## Класифікація
Управлінські рішення можна поділяти на групи залежно від рівня визначеності ситуації та доступності інформації.
1. Рішення в умовах повної визначеності ухвалюються тоді, коли є достатня і точна інформація про проблему. Такі рішення є програмованими, оскільки їх можна повторювати за аналогічних обставин. Наприклад, керівники часто помічають, що деякі завдання постійно повторюються і потребують стандартного підходу.
2. Рішення в умовах часткової визначеності або ризику застосовуються, коли інформація про ситуацію є неповною або неточною. У такому випадку керівник може передбачити кілька можливих результатів, але не може бути впевненим у їх точності. Такі рішення є частково програмованими, оскільки деякі аспекти можуть бути прогнозовані, проте ризик залишається.
3. Рішення в умовах невизначеності ухвалюються тоді, коли інформації недостатньо для чіткого розуміння ситуації. У такому випадку рішення є непрограмованими та вимагають нових підходів і творчих рішень. Керівники змушені використовувати інноваційні підходи та нестандартне мислення для вирішення нових або складних проблем.

Управлінські рішення мають бути:
- ефективними;
- своєчасними;
- раціональними;
- обґрунтованими.

## Методи
В математичну модель завдання рішення входять такі елементи:
1. задану цільову функцію (критерій керованості): Ф=F(x1,x2,:,xn), де xj (>j=1,2,:,n) — параметри, що враховуються після ухвалення рішення (відбивають ресурси ухвалення рішень);
2. умови, відбивають обмеженість ресурсів немає і дій ЛПР після ухвалення рішень: gi(xj)<aі,kі (xj)=bi; зj<xj<>di, i=1,2,:,m;j=1,2,:, n.

Неодмінним вимогою на вирішення завдання оптимізації є умова n>m.
Залежно від критерію ефективності, стратегій і внутрішніх чинників управління вибирається той чи інший метод (алгоритм) оптимізації.
Основними є такі класи методів:
1. методи лінійного і динамічного програмування (ухвалення рішення про оптимальному розподілі ресурсів);
2. методи теорії масового обслуговування (ухвалення рішення на системи з випадковим характером надходження, і обслуговування заявок на ресурси);
3. методи імітаційного моделювання (ухвалення рішення шляхом програвання різних ситуацій, аналізу відгуків системи різні набори поставлених ресурсів);
4. методи теорії ігор (ухвалення рішень з допомогою визначення стратегії у тих чи інших змагальних завданнях);
5. методи теорії розкладів (ухвалення рішень з допомогою розробки календарних розкладів виконання робіт і використання ресурсів);
6. методи мережного планування та управління (ухвалення рішень з допомогою оцінки й перерозподілу ресурсів і під час проектів, зображуваних мережними графіками);
7. методи багатокритеріальної (векторної) оптимізації (ухвалення рішень за умови існування багатьох критеріїв оптимальності рішення) та інші методи.